# Lac de Sorbi
Le lac de Sorbi (lavu di i Sorbi) est un lac situé en Haute-Corse à 2 060 mètres d'altitude au pied du Capu à i Sorbi (2 267 mètres), dans le massif du Monte Ritondu.